# QCad

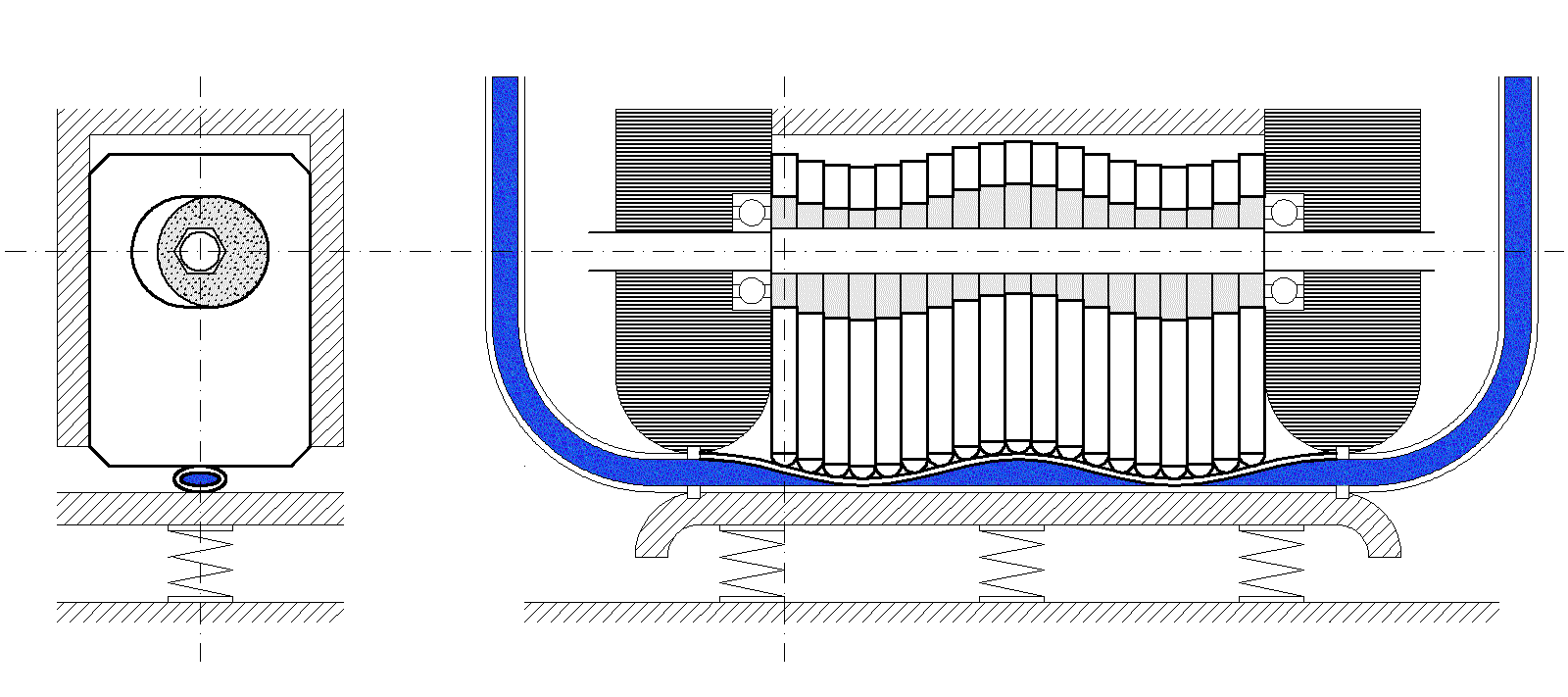
Przekrój pompy perystaltycznej wykonany w programie Qcad oraz GIMP

QCad – program do komputerowego wspomagania projektowania w dwóch wymiarach (2D) firmy Ribbonsoft. 
QCad pracuje pod Linuksem, systemami typu UNIX (np. Solaris), Mac OS X i Microsoft Windows, a jego interfejs jest przetłumaczony na ponad 20 języków, między innymi na polski. Do działania wymaga biblioteki Qt.

## Licencja
QCAD jest rozpowszechniany w postaci jednego pliku instalacyjnego, który zawiera bezpłatną wersję QCAD-a oraz komercyjne dodatki „Pro” i „CAM” autorstwa firmy RibbonSoft. Wspomniane dodatki można używać z pewnymi ograniczeniami jako wersje próbne (ang. trial), jednak aby używać ich bez żadnych ograniczeń, konieczne jest wykupienie licencji komercyjnej. Pozostałych komponentów QCAD-a można używać bezpłatnie. Kod źródłowy jest rozpowszechniany na licencji GPLv3.

## Historia
QCad powstał w październiku 1999 jako wydzielona część programu CAM Expert. W związku z sukcesem pierwszej wersji w maju 2002 zaczęła się rozwijać seria 2.x, której głównym założeniem była modularność. Przy okazji powstały dxflib, vec2web i ManStyle 3.